# Putsch vom 21. Februar 1921
Der Putsch vom 21. Februar war ein erfolgreicher Putsch in Persien gegen die Regierung von Premierminister Fathollah Akbar Sepahdar. Der Putsch fand in der Nacht vom 20. auf den 21. Februar 1921 statt. Angeführt wurde er von Seyyed Zia al Din Tabatabai und Reza Khan, Kommandeur einer Einheit der Persischen Kosakenbrigade. Unmittelbar beteiligt waren zudem die Offiziere der Persischen Gendarmerie Masoud Keyhan und Kazem Khan Sayah sowie der Kosakenoffizier Ahmad Amir-Ahmadi. Der Putsch führte zur Absetzung von Premierminister Sepahdar und zur Einsetzung einer neuen Regierung durch Ahmad Schah Kadschar mit Premierminister Seyyed Zia al Din Tabatabai an der Spitze. Reza Khan wurde Oberbefehlshaber der Kosakenbrigade (Sardar Sepah), Masoud Keyhan Kriegsminister und Kazem Khan Militärgouverneur von Teheran. Obwohl der Putsch erfolgreich war, konnte sich Premierminister Seyyed Zia al Din Tabatabai nur 100 Tage im Amt halten. Nach seinem Rücktritt wurde er von Ahmad Qavam als Premierminister abgelöst.

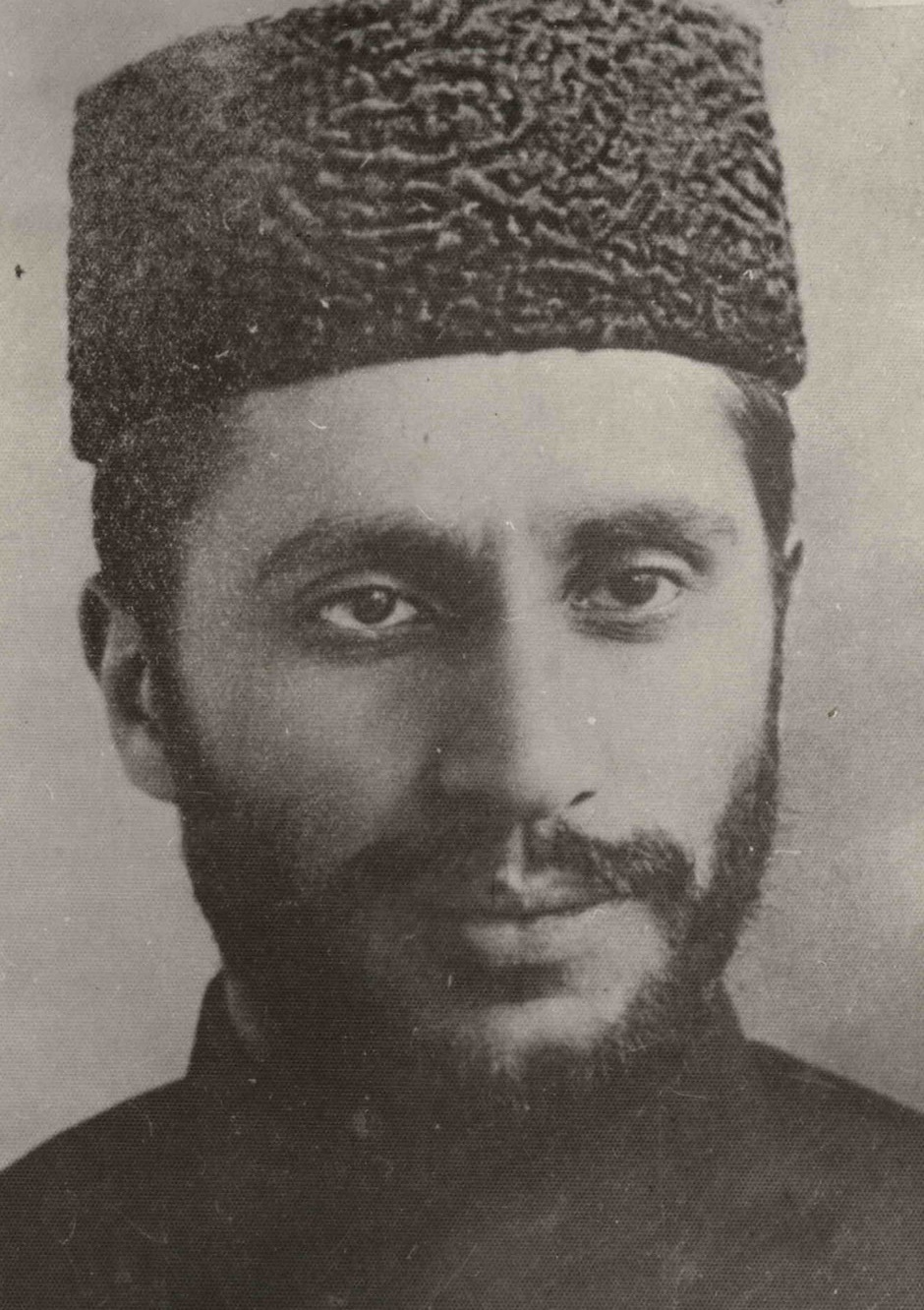
Seyyed Zia al Din Tabataba’i

## Die Ziele der Putschisten

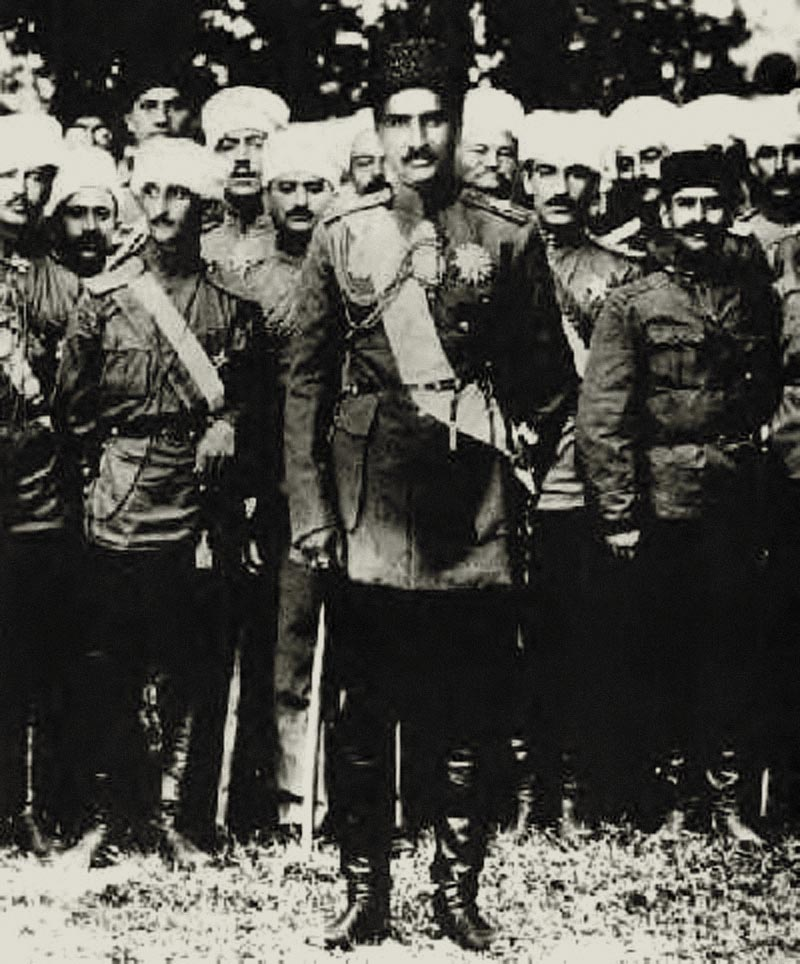
Reza Khan Sardar Sepah

Unmittelbar nach dem Putsch gab Seyyed Zia al Din Tabatabai eine Erklärung heraus, in der er die Ziele des Putsches erläuterte. Er begründete den Sturz der Regierung damit, dass sich 15 Jahre nach der Konstitutionellen Revolution an den Machtverhältnissen im Lande nichts geändert hätte. Das Land würde immer noch von einer kleinen Schicht von Oligarchen regiert, die den Reichtum des Landes für sich beanspruchten als ob es ihr Geburtsrecht wäre. Ziel des Putsches sei es, im Rahmen eines umfangreichen Reformprogramms die Machtverhältnisse im Iran zu ändern.
Als erstes müsse eine Justizreform durchgeführt werden, die es dem Normalbürger erlaubt, sein Recht durchzusetzen. Die Lebensbedingungen der Arbeiter und Bauern müssten verbessert werden. Schulen müssten errichtet und Lehrer eingestellt werden. Ferner müssten für den Ausbau der Wirtschaft, insbesondere Handel und Industrie staatliche Mittel bereitgestellt werden. Die iranische Hauptstadt Teheran und die anderen großen Städte Irans müssten einen Bebauungsplan erhalten und mit Plätzen und Parkanlagen wie in Europa ausgestattet werden. Die Außenpolitik solle allen Ländern gegenüber freundschaftlich ausgerichtet sein. Die politische Situation, für die der Anglo-iranische Vertrag von 1919 entworfen worden sei, und der aus Iran faktisch ein britisches Protektorat gemacht hätte, habe sich grundlegend verändert. Aus diesem Grund solle dieses Abkommen auch keine Gültigkeit haben. Seyyed Zia al Din Tabatabai betonte, dass er von Ahmad Schah beauftragt worden sei, das Land als neuer Premierminister zu regieren.

## Der Ablauf des Putsches
Seyyed Zia Tabatabai hatte zuerst Brigadegeneral Mohammad Nachdschawan von der Kosakenbrigade kontaktiert, ob er den militärischen Teil eines Putsches gegen die Regierung Sephadar übernehmen würde. Brigadegeneral Nachdschawan hatte abgelehnt. Daraufhin hatte Seyyed Zia Tabatabai Reza Khan kontaktiert, der zu einem Putsch bereit war, wenn er als Gegenleistung das Oberkommando der Kosakenbrigade erhielte. Ahmad Amir-Ahmadi, ebenfalls Mitglied der Kosakenbrigade und selbst an dem Putsch beteiligt, schildert die Ereignisse vor dem Putsch wie folgt: 

„Nachdem entschieden war, eine größere Einheit von Kosaken nach Qazvin zu senden, kam Brigadegeneral Reza Khan mit seinem Truppenkontingent nach Qazvin. Er berichtete mir, dass er nach Teheran wolle, um mit einigen einflussreichen Leuten darüber zu reden, ob er nicht Kommandeur der persischen Kosaken werden könne. Einige Tage später trafen wir uns wieder in Qazvin, wobei er mir berichtete, dass er seinen Plan mit einigen Personen besprochen habe, die keine Einwände gegen sein Vorhaben hätten, wenn die Offiziere, die aufgrund ihrer Seniorität eher Anspruch auf den Posten hätten, keine Einwände erheben würden. Wir beschlossen, dass Reza Khan einen Brief an zwei ältere Offiziere schreiben würde, darunter auch an meinen Schwiegervater Generalmajor Mohammad Tofiqi Sardar Azim. Ich brachte die Briefe nach Teheran und erhielt deren schriftliche Zustimmung, dass sie keine Einwände erheben würden, wenn Reza Khan zum Kommandeur der Kosaken befördert würde.“

 Am Morgen des 20. Februar 1921 erhielt Hassan Arfa, Hauptmann im zweiten Gendarmerie-Regiment in Teheran, einen Anruf von seinem Kommandeur Major Scheibani, der ihn darüber informierte, dass es eine Rebellion der persischen Kosakenbrigade gebe, die seit Monaten keinen Sold mehr erhalten habe und nach Teheran marschiere, um sich ihren Sold zu holen. Es sei zu erwarten, dass etwa 1000 Kosaken gegen Abend Teheran erreichen. Arfa erhielt den Befehl, die westlichen Teile Teherans mit seinem Regiment zu sichern. Auf die Frage, ob er auf die Kosaken das Feuer eröffnen solle, bekam er zur Antwort, dass er das Feuer nur erwidern solle, wenn auf ihn geschossen würde.
Um 20 Uhr rief Ahmad Schah bei Arfa an und fragte nach, wie die Lage sei. Es war ruhig. Gegen 21 Uhr wurde vom Vorposten der Gendarmen eine Vorhut der Kosakenbrigade gesichtet. Um 23 Uhr erfuhr Arfa von Schüssen, die in der Stadtmitte gefallen waren. Major Scheibani bestätigte telefonisch, dass etwa 1500 Kosaken zusammen mit Einheiten der Gendarmerie-Brigade durch das Gomrok-Tor nach Teheran gekommen seien. Am Tupchaneh-Platz hätten sich die dortigen Polizisten nicht ergeben wollen und seien daher erschossen worden. Die Lage sei ruhig und Arfa könne seine Leute in die Kasernen zurückrufen. Auch am nächsten Tag blieb alles ruhig. Major Scheibani kam zu Hassan Arfa und berichtete, dass die Kosaken die Regierung gestürzt hätten, und dass der neue Premierminister Seyyed Zia al Din Tabatabai sei, dass Reza Khan der neue Oberbefehlshaber sei, und dass viele wichtige Leute verhaftet worden wären.

## Das neue Kabinett
Am 22. Februar 1921 (3. Esfand) erhielt Seyyed Zia Tabatabai von Ahmad Schah seine Ernennungsurkunde als Premierminister. Ahmad Schah bot Seyyed Zia die Wahl eines Titels nach seinen eigenen Vorstellungen an. Seyyed Zia lehnte die gängigen Titel der Kadscharen ab und fragte nach, ob er sich nicht „Diktator“ nennen könne. Ahmad Schah lehnte ab. Er meinte, dass die Verleihung des Titels „Diktator“ die Würde der Monarchie verletzen würde. Ahmad Schah gab eine öffentliche Erklärung heraus, in dem er Seyyed Zia Tabatabai als neuen Premierminister bestätigte. Reza Khan erhielt den Titel „Sardar Sepah“ (Oberbefehlshaber).
Das Kabinett von Premierminister Tabatabai bestand mit Ausnahme von Reza Qoli Hedayat aus Personen, die bis zu diesem Zeitpunkt kein leitendes politisches Amt bekleidet hatten. Die Ministerien waren wie folgt besetzt:
- Premierminister und Innenminister: Seyyed Zia al Din Tabatabai
- Außenminister: Mahmud Dscham,
- Finanzminister: Issa Fayz
- Bildungsminister: Reza Qoli Khan Hedayat
- Justizminister: Mostafa Adl
- Gesundheitsminister: Ali Aschgar Nafisi
- Kriegsminister: Masoud Keyhan
- Minister für öffentliche Bauvorhaben: Mahmoud Khan Movaqar
- Minister für Post und Telegraphie: Taqi Khan Moschir A’zam (Chadschawi)

Bereits in den ersten Tagen seiner Regierung kam Seyyed Zia in erhebliche Schwierigkeiten, als Mohammad Mossadegh, Gouverneur der Provinz Fars, und Ahmad Qavam, Gouverneur der Provinz Chorasan, die neue Zentralregierung nicht anerkannten. Seyyed Zia hielt im Parlament eine flammende Rede gegen die korrupte politische Klasse, die ihre Privilegien aus der vorparlamentarischen Zeit zäh verteidigt und das Land an den Rand des Ruins gewirtschaftet hatte.
Außenpolitisch konnte die Regierung Seyyed Zias mit der Unterzeichnung des Sowjetisch-iranischen Freundschaftsvertrages am 26. Februar 1921 einen ersten Erfolg erzielen. In dem Vertrag wurde Iran die vollständige territoriale Integrität zugesichert. Alle bisherigen Verträge zwischen Russland und Iran einschließlich des Vertrages von Turkemantschai vom 22. Februar 1828 und des Vertrages von Sankt Petersburg werden aufgehoben. Iran wird neben Russland das Recht eingeräumt, seine Schiffe auf dem Kaspischen Meer mit eigener Flagge und frei zu befahren.
Im Innern sah ein politisches Reformprogramm Seyyed Zias vor, dass das gesamte Rechtssystem Irans modernisiert und nach europäischem Standard ausgerichtet werden sollte. Seyyed Zia berief eine Reformkommission ein, die von Mohammad Ali Foroughi geleitet werden sollte. Das Finanzministerium wurde zunächst geschlossen, um das Steuer- und Finanzwesen grundlegend zu reformieren. Um die Wirtschaft anzukurbeln oder in die Infrastruktur zu investieren, fehlten schlicht die nötigen Mittel. Seyyed Zia hatte eine Landreform vorgesehen, mit der das Land der Großgrundbesitzer an die Bauern verteilt werden sollte, die das Land als Landarbeiter für die Großgrundbesitzer bearbeiteten. Es stellte sich bald heraus, dass eine Landreform zum gegebenen Zeitpunkt ein vollkommen unrealistisches Vorhaben war. Das einzige, was die Regierung unmittelbar durchsetzen konnte, war ein Verbot, Alkohol zu verkaufen, bzw. dass Geschäften an Freitagen und an religiösen Feiertagen geschlossen bleiben mussten. Mit dieser Maßnahme machte sich die neue Regierung christliche Armenier und die Kaufleute des Basars zu Gegnern.
Als einzige stabilisierende Kraft im Innern erwies sich die Kosakenbrigade unter der Führung von Reza Khan. Reza Khan, der als Oberbefehlshaber der Kosakenbrigade keine Position im Kabinett hatte, setzte den Kampf gegen die separatistischen Bewegungen im Norden Irans fort.
Zwei Monate nach dem Putsch kam es am 21. April 1921 zwischen Reza Khan und Premierminister Tabatabai zum Streit. Tabatabai hatte ohne Wissen Reza Khans einige britische Offiziere als beratende Kommandeure der persischen Kosakenbrigade berufen. Reza Khan befahl seinen Soldaten, Befehle der britischen Offiziere nicht zu befolgen. Ferner forderte er von Tabatabai den Posten des Kriegsministers, da er als Oberbefehlshaber der Kosakenbrigade nur Befehle von Ahmad Schah und nicht von dem Gendarmerieoffizier und Kriegsminister Masoud Keyhan entgegennehmen werde. Um den Streit zwischen Reza Khan und Masoud Keyhan zu schlichten, bildete Tabatabai sein Kabinett um. Reza Khan wurde Verteidigungsminister und Masoud Khan Minister ohne Geschäftsbereich.
Am 6. Mai kam es zu einem weiteren Konflikt im Kabinett. Reza Khan forderte von Premierminister Tabatabai, dass die Gendarmen, die dem Innenministerium unterstellt waren, seinem Ministerium zugeordnet werden müssten. Ziel sei die Zusammenführung der Kosakenbrigade und der Gendarmerie zu einer neu zu formierenden nationalen iranischen Armee. Premierminister Tabatabai stimmte zu.

## Die Verhaftungswelle
Der Putsch richtete sich gegen die von der konservativen Schicht der Großgrundbesitzer getragene politische Klasse Irans. Unmittelbar nach dem Putsch kam es zu einer umfangreichen Verhaftungswelle. Als erstes wurden die früheren Premierminister Nadschaf Qoli Chan Samsam al-Saltane, Saad al Dowleh, Abdol Majid Mirza Eyn-al-Dowleh und Abdol Hossein Mirza Farmanfarma verhaftet. Einen Monat nach dem Putsch waren nahezu alle Politiker von Rang sowie die meisten Großgrundbesitzer mit nur wenigen Ausnahmen verhaftet worden. Insgesamt handelte es sich um einen Personenkreis von etwa 200 Personen. Auf freiem Fuß blieben lediglich der abgesetzte Premierminister Fathollah Akbar Sepahdar, Hassan Mostofi, Hassan Pirnia, Hossein Pirnia, Nadschaf Qoli Chan Samsam al-Saltane, die Stammesführer der Bachtiaren sowie Saheb Echatiar, Berater von Ahmad Schah und Maghrour Mirza, Hofminister von Ahmad Schah.
Den Verhafteten wurde vorgeworfen, dass sie sich in den Jahren seit der Konstitutionellen Revolution unrechtmäßig bereichert und weder Steuern noch Abgaben gezahlt hätten. Ihnen wurde die Freilassung in Aussicht gestellt, wenn sie pro Familie 4 Millionen Toman an ausstehenden Steuern und Abgaben an die Regierung bezahlten, anderenfalls würden sie vor Gericht gestellt und entsprechend bestraft werden. Gegen Abdol Hossein Mirza Farmanfarma und zwei seiner ältesten Söhne Abbas und Firouz lagen handfeste Beweise für Unterschlagungen, Diebstähle sowie Erpressung und Mord vor. Ihnen wurde eine Verurteilung mit möglicher Todesstrafe angedroht.
Die erhobenen Anschuldigungen wurden allerdings nicht weiter substantiiert. Während der Regierungszeit von Premierminister Seyyed Zia al Din Tabatabai kam es zu keinem einzigen Gerichtsverfahren. Die Beschuldigten verweigerten alle bis auf Hosein Ali Qaragozlou (Amir Nezam), einer der bedeutendsten Großgrundbesitzer von Kermānschāh und Hamadan, die geforderten Zahlungen. Hosein Ali Qaragozlou bezahlte 25.000 Toman für seine Freilassung.

## Premierminister Seyyed Zia Tabatabai tritt zurück
Ahmad Schah, der Seyyed Zia Tabatabai zunächst positiv gegenüberstand, wollte dessen radikales Reformprogramm nicht länger mittragen. Vor allem aber um die verhafteten Politiker und Prinzen der Kadscharenfamilie wieder frei zu bekommen, betrieb Ahmad Schah den Sturz Zias. Ahmad Schah beauftragte Reza Khan am 23. Mai 1921 damit, Seyyed Zia Tabatabai zum Rücktritt aufzufordern. Nach seinem Rücktritt sollte er zudem das Land verlassen. Als Abfindung könnte er eine Summe seiner Wahl aus der Staatskasse erhalten. Seyyed Zia nahm 25.000 Toman in bar zur Abdeckung seiner Reisekosten, trat zurück und verließ Teheran. Der neue Premierminister, Ahmad Qavam, ließ umgehend alle verhafteten Großgrundbesitzer frei. Auf die Nachzahlung der zuvor geforderten Steuern und Abgaben wurde verzichtet.
Mit dem Rücktritt Tabatais als Premierminister und der Übernahme dieses Amtes durch Ahmad Qavams schienen sich die politischen Verhältnisse in Teheran zunächst wieder zu normalisieren. Bei der Kabinettsumbildung blieb Reza Khan Verteidigungsminister. Das Finanzministerium wurde von Mohammad Mossadegh übernommen, der seinen Gouverneursposten zu Gunsten eines Ministeramtes in Teheran aufgegeben hatte. Premierminister Qavam kündigte eine Reihe von Reformen wie die Einführung eines neuen Rechtssystems, die Aufhebung der Kapitulationsrechte und die Anstellung von ausländischen Experten zur Sanierung der Staatsfinanzen an. Damit unterschied sich sein politisches Programm nur unwesentlich von den Zielen der Putschisten um Tabatabai.
Qavam sollte allerdings nicht einmal ein Jahr Premierminister bleiben. Am 24. Januar 1922 verlor Qavam die Unterstützung des Parlaments und trat zurück. Der neue Premierminister Hassan Pirnia konnte sich allerdings nicht lange halten und musste bereits am 25. Mai 1922 zurücktreten. Ahmad Qavam übernahm wieder das Amt des Premierministers. In die Regierungszeit Qavams fielen so wichtige Ereignisse wie die Niederschlagung der Separatistenbewegung Oberst Pesyans, die mit Hilfe Reza Khans gelang, die Reorganisation des iranischen Finanz- und Steuerwesens, die mit Unterstützung des amerikanischen Finanzexperten Arthur Millspaugh in Angriff genommen wurde. Ein wichtiges Ziel Qavams war es, ein Wirtschaftsabkommen mit der Sowjetunion zu erreichen. Nachdem dies wegen der sowjetischen Forderungen nach einer Ölkonzession im Norden Irans, die Qavam nicht gewähren wollte, fehlgeschlagen war, trat Qavam am 26. Januar 1923 zurück.
Zunächst übernahm Hassan Mostofi das Amt des Premierministers. Reza Khan blieb Verteidigungsminister. Mohammad Ali Foroughi wurde Außenminister. Hassan Mostofi hatte von Beginn eine starke Opposition im Parlament, die von Hassan Modarres angeführt wurde. Darüber hinaus fehlte die Rückendeckung durch Ahmad Schah, so dass Mostofi bereits im Juni 1923 zurücktrat und Hassan Pirnia das Amt des Premierministers wieder übernahm. Reza Khan wäre gerne Premierminister geworden, seine Kandidatur war jedoch zu diesem Zeitpunkt völlig aussichtslos, da er keine Mehrheit im Parlament hatte. Auch Ahmad Schah war zu diesem Zeitpunkt gegen einen Premierminister Reza Khan. So blieb Reza Khan Verteidigungsminister. Nachdem Hassan Pirnia aber bereits am 23. Oktober 1923 seinen Rücktritt einreichte, wählte das iranische Parlament Reza Khan am 28. Oktober 1923 zum Premierminister.

## Die kommunistische Bedrohung
Inwieweit das britische Militär und die britische Botschaft bei der Vorbereitung des Putsches ihre Hand im Spiel hatten, konnte bis heute nicht geklärt werden. Sicher ist aber, dass die Zentralregierung Irans im Jahr 1921 politisch am Ende war. Kommunistische Truppen marschierten aus dem Norden kommend in Richtung Teheran. Die iranische Regierung hatte sich mit der Loslösung der nördlichen Provinzen Irans aus der Macht der Zentralregierung bereits abgefunden und plante die Hauptstadt in den Süden des Landes zu verlegen.
Die wirtschaftliche Situation war ebenfalls dramatisch. Der Iran stand vor dem Staatsbankrott. Iran war eine Agrargesellschaft. Von den 10 Millionen Iranern lebten 90 % von der Landwirtschaft. Ein Viertel der Einwohner waren Nomaden. Lediglich zwanzig Prozent der Bevölkerung lebte in Städten. Eine iranische Wirtschaft gab es im Grunde nicht, da auch die landwirtschaftlichen Produkte weitgehend der Selbstversorgung dienten oder höchstens auf lokalen Märkten verkauft wurden. Eine Industrie war nicht vorhanden. Es gab keine Eisenbahn und nur wenige hundert Kilometer befestigte Straßen. Die Türkei und Ägypten hatten im Vergleich zu Iran in dieser Zeit bereits ein Schienennetz von 4.500 km Länge.
Die nördlichen Nachbarstaaten Irans waren in den Einfluss kommunistischer Bewegungen geraten. Die Rote Armee hatte am 11. Februar 1921 die Demokratische Republik Georgien besetzt und eine Georgische Sozialistische Sowjetrepublik errichtet. Bereits am 27. April 1920 war die Rote Armee in Aserbaidschan einmarschiert und hatte die Demokratische Republik Aserbaidschan durch eine Aserbaidschanische Sozialistische Sowjetrepublik abgelöst. Im Norden Irans war mit Unterstützung der roten Armee eine Iranische Sowjetrepublik entstanden. Die politischen Gegner der Kommunisten sahen die Gefahr, dass ganz Iran unter den Einfluss des kommunistischen Russland geraten würde.

## Der Rückzug der britischen Truppen

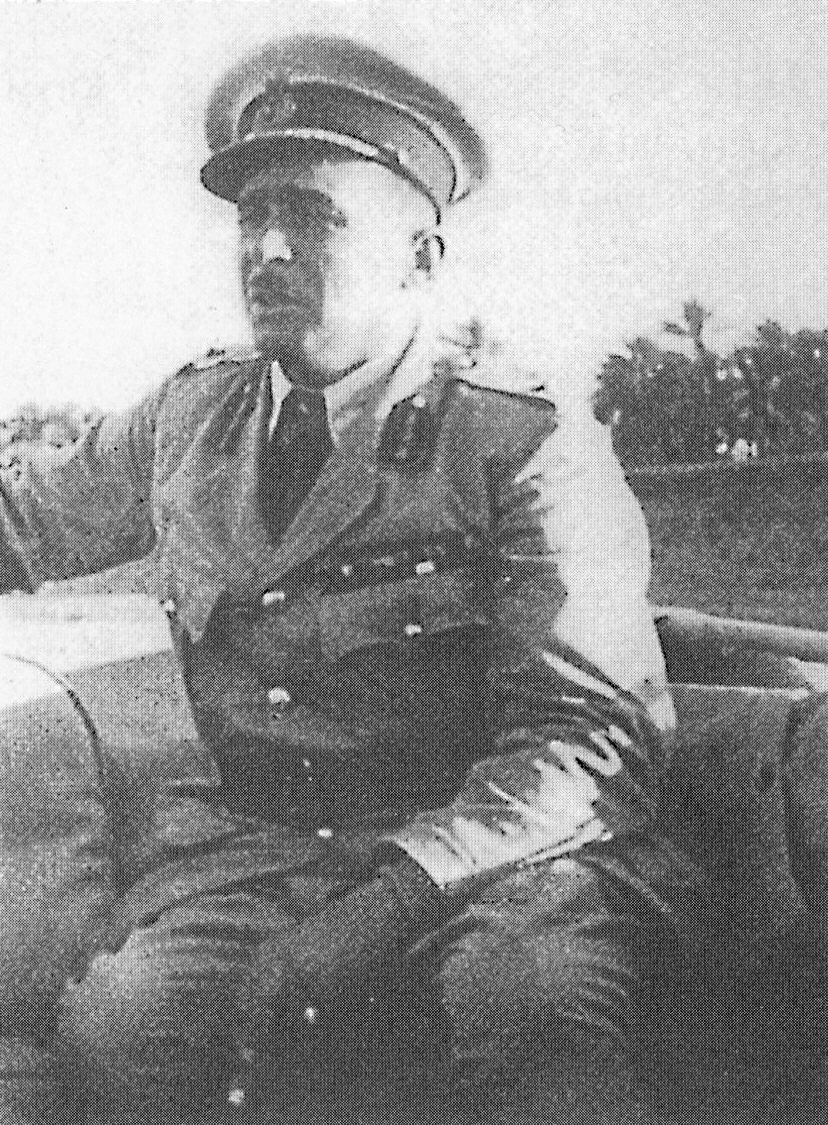
General Edmund Ironside in Iran, 1920

Den im Norden Irans stationierten britischen Truppen (NorPerForce) war es nicht gelungen, den Vormarsch der Roten Armee zu stoppen. Aus diesem Grund hatte sich die britische Regierung entschlossen, ihre Truppen aus dem Iran zurückzuziehen und im Irak eine neue Verteidigungslinie aufzubauen. Im Norden Irans war mit sowjetischer Hilfe eine eigenständige Iranische Rote Armee aufgebaut worden. Nach dem Abzug der britischen Truppen aus dem Iran sollte die persische Kosakenbrigade den Kampf gegen die Iranische Rote Armee führen.
General Sir Edmund Ironside hatte den Auftrag, den Rückzug der britischen Truppen zu leiten und die persischen Kosakenbrigade mit Hilfe britischer Offiziere zu reorganisieren, damit sie in der Lage wären, den Vormarsch der kommunistischen Truppen auf Teheran zu stoppen. Das erste Gespräch in dieser Angelegenheit führte General Ironside mit dem Kommandeur der Kosakenbrigade Sardar Homayun im Oktober 1920. Sardar Homayun war gerade von Ahmad Schah ernannt worden und bezeichnete sich selbst nicht als einen Soldaten. Die Ernennung zum Oberkommandierenden der Kosakenbrigade verdankte Homayun weniger seinen militärischen Fähigkeiten, sondern seiner persönlichen Nähe zu Ahmad Schah. Homayun hatte bis dato lediglich das Kommando über die Truppenteile gehabt, die Ahmad Schah bei der Ausübung zeremonieller Funktionen begleiteten. Er hatte keinerlei Kampferfahrung und war mit dem Amt des Oberkommandierenden völlig überfordert.
Die erste Inspektion der persischen Kosakenbrigade durch General Ironside im November 1920 brachte zu Tage, dass die Soldaten keine Winterkleidung hatten. Viele Soldaten hatten nicht einmal Schuhe. Vor einem militärischen Einsatz musste die Brigade also dringend aufgerüstet werden. Vor allem musste ein Kommandeur gefunden werden, der in der Lage war, die anstehenden militärischen Aufgaben zu übernehmen. Ironside beauftragte Col. Smyth der Kosakenbrigade als erstes Winterkleidung und Schuhen zukommen zu lassen.
Bei seiner Inspektionsreise fiel General Ironside auf, dass die Einheiten aus Täbris „einen besseren Eindruck“ machten. Die Einheit war nach einem erfolgreichen Gefecht gegen kommunistische Kämpfer an der Manjl-Pforte nach Qazvin marschiert, um ihre Verwundeten zu versorgen und sich neu auszurüsten. Auf die Nachfrage General Ironsides, ob er den kommandieren Offizier sprechen könne, wurde ihm Reza Khan vorgestellt. Ironside, offensichtlich von Reza Khan beeindruckt, entschied nach dem Gespräch, dass Reza Khan fürs Erste das Kommando der Kosakenbrigade übernehmen solle. Reza Khan wurde von Ironside beauftragt, die Brigade zu reorganisieren und einsatzfähig zu machen. Oberst Smyth erhielt alle Vollmachten die notwendige finanzielle und technische Hilfe für die Kosakenbrigade zur Verfügung zu stellen.
Bei seinem ersten Treffen mit Ahmad Schah im Dezember 1920 gelang es General Ironside nicht, Ahmad Schah von der Notwendigkeit zu überzeugen, Mittel aus dem iranischen Haushalt für die Aufrüstung der Kosakenbrigade bereitzustellen. Ahmad Schah hatte andere Probleme. Er fragte Ironside, ob er nicht einen Geldtransport für ihn organisieren könne, der die im Palast vorhandenen persischen und französischen Silbermünzen im Wert von einer halben Million Pfund Sterling mit Lastkraftwagen von Teheran über Bagdad an die Golfküste und dann weiter mit dem Schiff nach Bombay transportieren könne. Gen. Ironside schlug Ahmad Schah vor, die Münzen an die Imperial Bank of Persia zu verkaufen, was Ahmad Schah aber ablehnte. Anfang Januar 1921 traf General Ironside ein zweites Mal mit Reza Khan zusammen. Die Kosakenbrigade befand sich jetzt in einem besseren Zustand als er sie im November 1920 angetroffen hatte. Col. Smyth berichtete Ironside, dass die verbesserte Ernährung und das militärische Training unter der Führung von Reza Khan die Schlagkraft der Brigade erheblich gesteigert hätten und dass die britischen Führungsoffiziere bald abgezogen werden könnten.
Am 15. Februar 1921 traf General Ironside ein letztes Mal mit Ahmad Schah zusammen. Ahmad Schah verlieh General Ironside den Sonnen- und Löwenorden und beklagte sich darüber, dass die Briten ihre Truppen aus dem Iran abzögen, was für das Britische Empire nur von Schaden sein könne. Ironside empfahl Ahmad Schah Reza Khan zum offiziellen Kommandeur der Kosakenbrigade zu machen, erhielt aber keine Antwort. Dem britischen Botschafter Norman hatte General Ironside zuvor mitgeteilt, dass die persische Kosakenbrigade vier Wochen nach dem Abzug der britischen Truppen aus Qazvin aus der britischen Obhut entlassen werden solle. Am darauffolgenden Tag fuhr General Ironside nach Qazvin und verließ den Iran für immer am 17. Februar 1921 mit einem Flugzeug Richtung Bagdad.

Es ist viel darüber spekuliert worden, ob General Ironside den Putsch mit vorbereiten half, oder ob die britische Botschaft in die Putschpläne eingeweiht war. General Ironside schreibt in seinem Tagebuch: 

„Ich glaube, alle Welt denkt, ich habe diesen Putsch organisiert. Ich nehme an, genau genommen habe ich das auch getan.“

 Der britische Botschafter Norman hat stets jede Beteiligung an dem Putsch bestritten.

## Der Aufstieg Reza Khans
Wenige Tage vor dem Putsch hatte Ahmad Schah dem britischen Botschafter erklärt, 

„dass er sich entschieden hätte, das Land als Privatperson zu verlassen. Er habe mit seinem Bruder, dem Kronprinzen Mohammad Hassan Mirza, gesprochen und habe ihm den Thron angeboten. Er habe ihm gesagt, dass er nichts von dem Thron wissen wolle und nicht bereit sei, seine Nachfolge zu übernehmen. Wenn er, Ahmad Schah, gehe, werde Iran eine Republik, und er könne nicht sehen, was an einer iranischen Republik falsch sei.“

 Die historische Aufarbeitung der Ereignisse vom 21. Februar 1921 unterblieb lange Zeit. Dies hatte mehrere Gründe. Der unbestrittene politische Anführer der Putschisten Seyyed Zia Tabatabai hatte Iran nach seinem Rücktritt verlassen und versuchte im Ausland eine neue Existenz aufzubauen. Der militärische Anführer der Putschisten Reza Khan war mit dem Aufbau der Armee und zahlreichen militärischen Einsätzen im Innern Irans gegen separatistische und kommunistische Bewegungen beschäftigt. Weder Seyyed Zia noch Reza Khan haben schriftliche Zeugnisse hinterlassen, in denen die Vorbereitung und der Ablauf des Putsches dokumentiert worden wäre. Am ersten Jahrestag des Putsches war Reza Khan mit einer Proklamation Spekulationen entgegengetreten, der Putsch sei von den Briten organisiert worden: 

„… Ich betrachte es als eine Ehre mich selbst als treibende Kraft des Putsches zu bezeichnen. Ich war es, der diesen Weg gegangen ist, und ich bedaure es nicht. …“

 Der Name Seyyed Zia Tabatabai kam in dieser Erklärung nicht vor. Auch die anderen Mitstreiter des Putsches wurden nicht weiter erwähnt.
Aus diesem Grund haben die Ereignisse vom 21. Februar 1921 zu zahlreichen Spekulationen Anlass gegeben. Nachdem Reza Khan als Reza Pahlavi zum Schah gekrönt wurde, wurde der 3. Esfand (22. Februar), der Tag an dem Reza Khan den Titel Sardar Sepah erhalten hatte, zum Feiertag erklärt. Reza Khan hatte nachträglich die volle Verantwortung für den Putsch übernommen. Der Putsch wurde von ihm selbst wie auch von seinen Gegnern als erster Schritt seiner Thronbesteigung angesehen.
Im Rahmen der historischen Analyse des Putsches wurde die Frage diskutiert, wie ein bis dahin politisch nicht in Erscheinung getretener Offizier der Kosakenbrigade bis zum Schah aufsteigen konnte. Vor allem die Rolle von General Sir Edmund Ironside, der die britischen Truppen im Iran in dieser Zeit befehligte, rückten in den Mittelpunkt der Diskussion. Untersucht wurde auch die Einflussnahme des britischen Botschafters Norman, der mit der bestehenden Regierung unter Premierminister Sephadar unzufrieden war und nach einem „starken Mann“ suchte, der statt Sepahdar das Amt des Premierministers übernehmen konnte.

Cyrus Ghani, der eine umfassende Analyse der Ereignisse veröffentlicht hat, schreibt: 

„Nach dem Putsch vom Februar 1921 hätte der scharfsinnigste Beobachter nicht voraussehen können, dass Reza Khan für den Thron bestimmt war. Man hätte annehmen können, dass Reza Khan für einige Jahre als Kriegsminister agiert hätte. Dass er sich als hochdekorierter Armeeoffizier auf seinen neu erworbenen umfangreichen Landbesitz zurückzieht, nachdem er seine Hauptaufgabe, die Gründung einer iranischen Armee und die Sicherstellung der Machtausübung der Zentralregierung in ganz Iran erledigt hatte. Auch wenn man der Energie, Bestimmtheit und Intelligenz von Reza Khan Rechnung trug, galt es als völlig undenkbar, dass ein Soldat der Kosakenbrigade Premierminister werden, eine Dynastie stürzen und den Schah, den man als „Schatten Gottes“ und „Mittelpunkt des Universums“ ansah, aus seiner Position hätte verdrängen können.“